# Corneille (cantor)
Corneille, nome artístico de Cornelius Nyungura (Freiburg im Breisgau, 24 de março de 1977) é um cantor e compositor alemão, radicado no Canadá, onde construiu sua carreira.
Suas músicas se enquadram dentro do Rhythm and blues francófono, onde percebe-se forte influencia dos cantores Prince, Marvin Gaye e Stevie Wonder.
Em 2005, Corneille foi nomeado embaixador do UNICEF na luta contra a AIDS.
No Brasil, Corneille tornou-se conhecido após fazer uma participação na canção "Couleur Café", presente no álbum 6.º Solo da cantora Luciana Mello.

## Biografia
Corneille nasceu na cidade alemã de Freiburg im Breisgau em 1977, onde os seus país, naturais de Ruanda, estudavam. Em 1983, Corneille venceu o "Prêmio Descobertas", organizado por uma emissora de Televisão Ruandesa antes de o país mergulhar numa guerra civil, em Abril de 1994, que culminou com o massacre de toda a sua família.
Ele foi salvo do genocídio depois de se esconder por detrás dum canapé quando os assassinos chegaram à sua casa.
O seu álbum intitulado "Parce qu'on vient de loin", publicado em 2002 em Quebec (Canadá) onde se instalou após abandonar o seu país, tornou-o muito popular e permitiu a sua nomeação para 4 prêmios NRJ Music Awards
Seu terceiro álbum, “The Birth of Cornelius”, lançado em 2007, é o seu primeiro álbum em inglês.
Em 2011, Corneille fez uma participação especial no álbum 6.º Solo da cantora Luciana Mello, na canção "Couleur Café".

## Discografia

### Álbuns de estúdio
| Ano                                                                            | Álbum                     | Desempenho nas Paradas Musicais | Desempenho nas Paradas Musicais | Desempenho nas Paradas Musicais | Desempenho nas Paradas Musicais | Certificação     |
| Ano                                                                            | Álbum                     | Ultratop 50                     | SNEP                            | Swiss Singles Chart             | Canada Charts                   | Certificação     |
| ------------------------------------------------------------------------------ | ------------------------- | ------------------------------- | ------------------------------- | ------------------------------- | ------------------------------- | ---------------- |
| 2002                                                                           | Parce qu'on vient de loin | 3                               | 4                               | 33                              |                                 | SNEP: 2× platina |
| 2005                                                                           | Les marchands de rêves    | 6                               | 3                               | 34                              |                                 | SNEP: platina    |
| 2007                                                                           | The Birth of Cornelius    | –                               | 23                              | –                               |                                 |                  |
| 2009                                                                           | ans titre                 | 47                              | 21                              | –                               |                                 |                  |
| 2011                                                                           | Les inséparables          | 55                              | 10                              | –                               |                                 | SNEP: ouro       |
| 2013                                                                           | Entre nord et sud         | 46                              | 46                              | –                               |                                 |                  |
| "—" denotes a title that did not chart, or was not released in that territory. |                           |                                 |                                 |                                 |                                 |                  |

Edições Especiais
- 2003: Parce qu'on vient de loin (édition deluxe) (Álbum duplo)
- 2006: Parce qu'on vient de loin / Les marchands de rêves (Box com os 2 cds)

### Álbuns Ao Vivo & DVDs
| Ano  | Álbum              | Desempenho nas Paradas Musicais | Desempenho nas Paradas Musicais | Desempenho nas Paradas Musicais | Certificação     |
| Ano  | Álbum              | Wallonia                        | France                          | Swiss Singles Chart             | Certificação     |
| ---- | ------------------ | ------------------------------- | ------------------------------- | ------------------------------- | ---------------- |
| 2005 | Live (álbum duplo) | 10                              | 9                               | –                               | SNEP: 3× platina |

Participação em Outros Trabalhos
- 2011 - Participação na canção "Couleur Café", do álbum 6.º Solo, de Luciana Mello.[2]

### Singles
| Ano                                                                                                 | Single                                                            | Desempenho nas Paradas Musicais | Desempenho nas Paradas Musicais | Desempenho nas Paradas Musicais | Desempenho nas Paradas Musicais | Desempenho nas Paradas Musicais | Certificação | Álbum                     |
| Ano                                                                                                 | Single                                                            | Ultratop 50                     | Ultratip 50                     | SNEP                            | Swiss Singles Chart             | Canada Charts                   | Certificação | Álbum                     |
| --------------------------------------------------------------------------------------------------- | ----------------------------------------------------------------- | ------------------------------- | ------------------------------- | ------------------------------- | ------------------------------- | ------------------------------- | ------------ | ------------------------- |
| 2002                                                                                                | "Avec classe"                                                     | –                               | Tip 3                           | 30                              | –                               |                                 |              | Parce qu'on vient de loin |
| 2003                                                                                                | "Ensemble"                                                        | –                               | –                               | 39                              | –                               |                                 |              | Parce qu'on vient de loin |
| 2004                                                                                                | "Parce qu'on vient de loin"                                       | 9                               | –                               | 10                              | 33                              |                                 |              | Parce qu'on vient de loin |
| 2004                                                                                                | "Seul au monde"                                                   | 34                              | –                               | 26                              | 62                              |                                 |              | Parce qu'on vient de loin |
| 2004                                                                                                | "Rêves de star"                                                   | –                               | –                               | –                               | –                               |                                 |              | Parce qu'on vient de loin |
| 2004                                                                                                | "Comme un fils"                                                   | –                               | –                               | 21                              | 56                              |                                 |              | Parce qu'on vient de loin |
| 2005                                                                                                | "Le bon Dieu est une femme"                                       | –                               | –                               | –                               | –                               |                                 |              | Les marchands de rêves    |
| 2006                                                                                                | "Les marchands de rêves"                                          | –                               | Tip 2                           | 37                              | 88                              |                                 |              | Les marchands de rêves    |
| 2009                                                                                                | "En attendant..."                                                 | –                               | Tip 19                          | –                               | –                               |                                 |              | Sans titre                |
| 2011                                                                                                | "Le jour après la fin du monde"                                   | 33                              | –                               | 27                              | –                               |                                 |              | Les inséparables          |
| 2011                                                                                                | "Des pères, des hommes et des frères" (Corneille feat. La Fouine) | –                               | Tip 2                           | 25                              | –                               |                                 |              | Les inséparables          |
| 2012                                                                                                | "Jusqu'au bout de nos peines" (Corneille feat. Soprano)           | –                               | –                               | –                               | –                               |                                 |              | Les inséparables          |
| 2012                                                                                                | "Le bar des sentimentalistes"                                     | –                               | –                               | –                               | –                               |                                 |              | Les inséparables          |
| 2013                                                                                                | "Les sommets de nos vies"                                         | –                               | –                               | 84                              | –                               |                                 |              | por anunciar              |
| "—" indica que o single não apareceu naquela parada musical, ou não foi lançado naquele território. |                                                                   |                                 |                                 |                                 |                                 |                                 |              |                           |

Participação em Outros Singles
| Ano  | Single                                                          | Desempenho nas Paradas Musicais | Desempenho nas Paradas Musicais | Desempenho nas Paradas Musicais | Certificação | Álbum                               |
| Ano  | Single                                                          | Ultratop 50                     | Ultratip 50                     | SNEP                            | Certificação | Álbum                               |
| ---- | --------------------------------------------------------------- | ------------------------------- | ------------------------------- | ------------------------------- | ------------ | ----------------------------------- |
| 2011 | "Le meilleur du monde" (TLF feat. Corneille)                    | –                               | Tip 38                          | 28                              |              | TLF album Renaissance               |
| 2012 | "Histoires vraies" (Youssoupha feat. Corneille)                 | –                               | –                               | 82                              |              | Youssoupha album Noir desir         |
| 2012 | "Co-Pilot" (French version) (Kristina Maria feat. Corneille)    | –                               | Tip 1                           | 33                              |              | Kristina Maria album Tell the World |
| 2013 | "Cœur de guerrier" (Big Ali feat. Youssoupha, Corneille & Acid) | –                               | Tip 6                           | –                               |              |                                     |
| 2013 | "À l'horizon" (Kery James feat. Corneille)                      | –                               | Tip 31                          | –                               |              | Kery James album Dernier MC         |

### DVDs
- 2005: Live (coinciding with Live album)

## Prêmios e indicações
| Ano  | Prêmio                                          | Categoria                                   | Indicação                 | Resultado | Ref.         |
| ---- | ----------------------------------------------- | ------------------------------------------- | ------------------------- | --------- | ------------ |
| 2004 | MTV Europe Music Awards                         | Artista (Música Francesa)                   |                           | Indicado  | [ 8 ]        |
| 2004 | Victoires de la musique                         | Álbum Revelação                             | Parce qu'on vient de loin | Indicado  | [ 9 ]        |
| 2004 | Victoires de la musique                         | Grupo/Artista Revelação                     |                           | Indicado  | [ 9 ]        |
| 2005 | Victoires de la musique                         | Grupo ou Intérprete Masculino               |                           | Indicado  | [ 10 ]       |
| 2005 | Victoires de la musique                         | Video-clipe do ano                          | Seul au monde             | Indicado  | [ 10 ]       |
| 2005 | NRJ Music Awards                                | Video of the Year                           | Parce qu'on vient de loin | Venceu    | [ 3 ] [ 11 ] |
| 2005 | NRJ Music Awards                                | Artista Masculino Francófono do Ano         |                           | Indicado  | [ 3 ]        |
| 2005 | NRJ Music Awards                                | Canção Francófona do Ano                    | Parce qu’on vient de loin | Indicado  | [ 3 ]        |
| 2005 | NRJ Music Awards                                | Álbum Francófono do Ano                     | Parce qu'on vient de loin | Indicado  | [ 3 ]        |
| 2005 | EBBA Awards                                     |                                             | Parce qu'on vient de loin | Venceu    | [ 12 ]       |
| 2007 | NRJ Music Awards                                | Artista Masculino Francófono do Ano         |                           | Indicado  |              |
| 2007 | L'Année du Hip Hop                              | Melhor Artista de R&B                       |                           | Indicado  | [ 13 ]       |
| 2008 | Gala des prix SOBA (Sounds of Blackness Awards) | Artista ou banda Rhythm and blues Anglófono |                           | Venceu    | [ 14 ]       |
| 2008 | Gala des prix SOBA (Sounds of Blackness Awards) | Álbum Anglófono do Ano                      | The Birth of Cornelius    | Venceu    | [ 14 ]       |
| 2008 | Gala des prix SOBA (Sounds of Blackness Awards) | Artista ou banda Anglófona                  |                           | Venceu    | [ 14 ]       |
| 2011 | Trophées des arts afro-caribéens                | Melhor Video-clipe                          | Le Meilleur du monde      | Indicado  | [ 15 ]       |
| 2012 | NRJ Music Awards                                | Artista Masculino Francófono do Ano         |                           | Indicado  | [ 16 ]       |
| 2013 | NRJ Music Awards                                | Artista Masculino Francófono do Ano         |                           | Indicado  | [ 17 ]       |